# 彰化縣彰化市南郭國民小學
彰化縣彰化市南郭國民小學是位於臺灣彰化縣彰化市的縣立國民小學。佔地4.0919公頃，學區包含彰化市東興里、華陽里、華北里、卦山里、光南里、建寶里、介壽里、桃源里、福安里、永生里、延平里，以及成功里十至十六鄰、安溪里第五鄰、南瑤里第二十九鄰。創校於1919年4月1日。有第55屆金馬獎最佳女主角謝盈萱等校友。

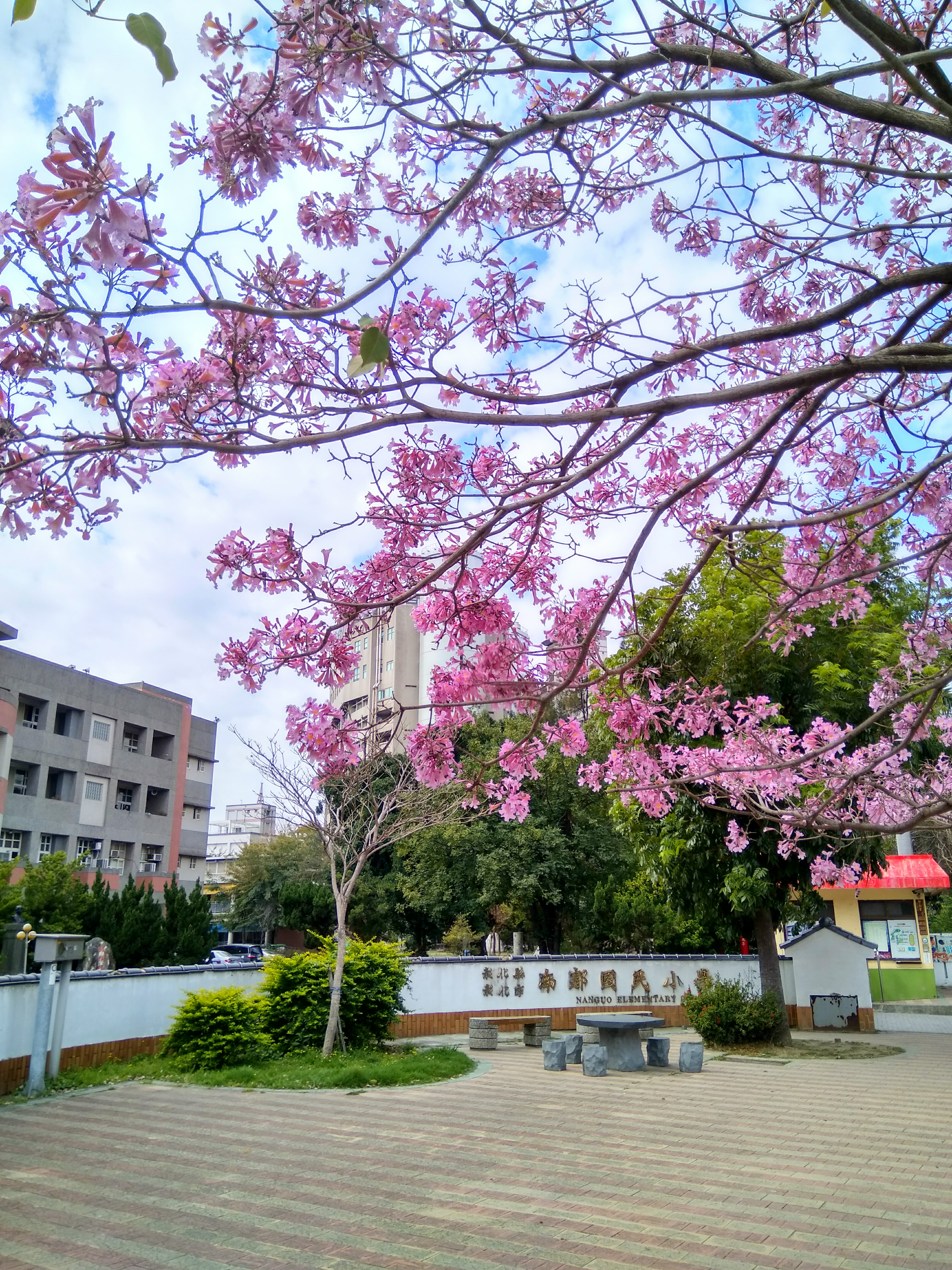
彰化市南郭國小洋紅風鈴木

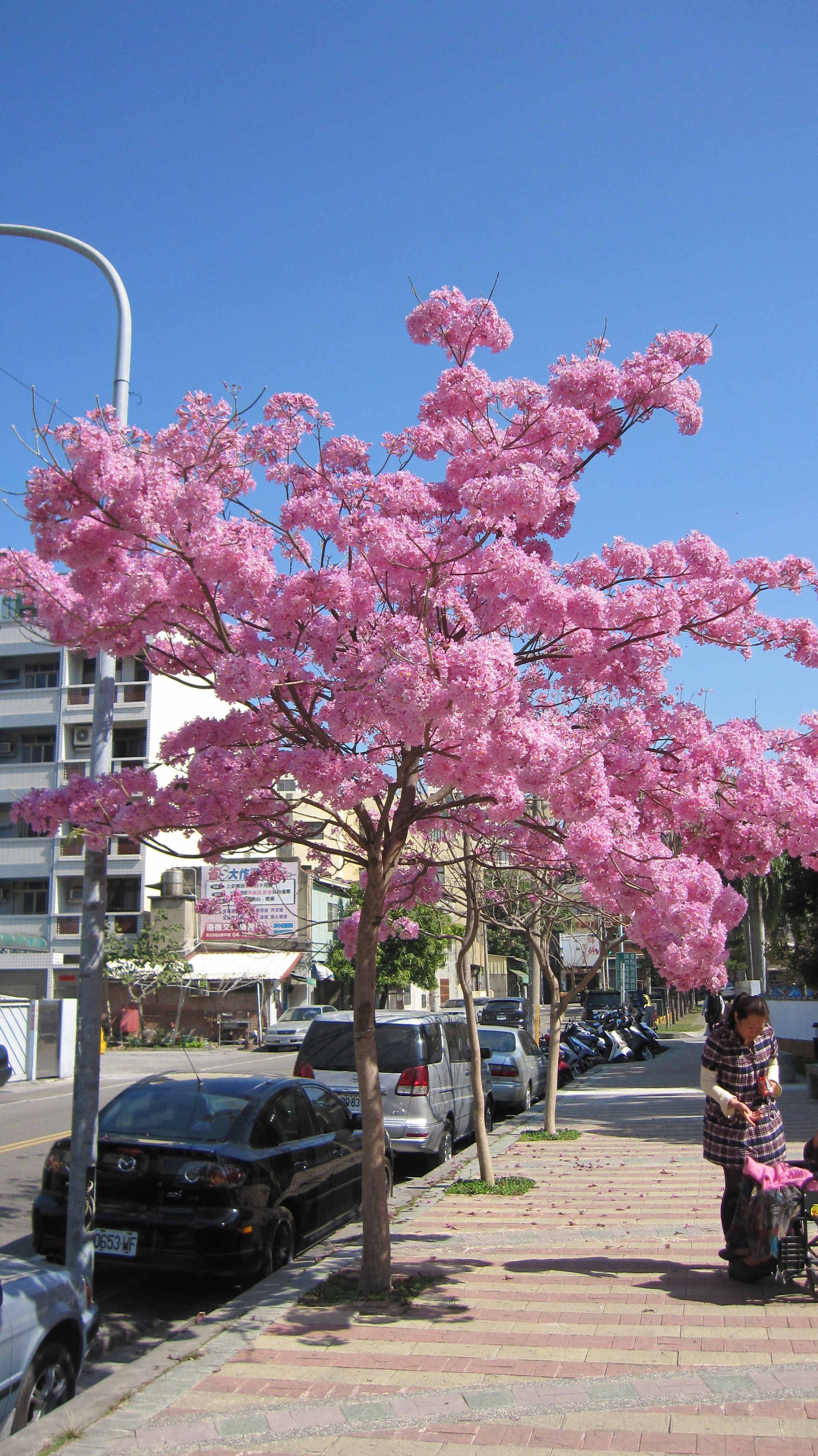
彰化市南郭國小洋紅風鈴木

## 沿革
南郭國民小學位於八卦山南麓，有百年歷史，佔地4.0919公頃，為彰化市區校地最大的小學。該校創立於1919年4月1日，當時名為「彰化第二公學校」。1921年5月19日，改稱「南郭公學校」。「南郭」二字源自於當時彰化縣城南門外附近至番社一帶，在未形成街區前，因漢人移民的拓墾而形成南門之外的附廓村莊，因此統稱「南郭」。
1937年3月31日再改稱「旭公學校」，1946年1月18日改稱「彰化市南郭第一國民學校」。1946年12月9日改稱「彰化市南區南郭國民學校」。1968年8月1日實施九年國民教育，同日校名改稱為今日的「彰化縣彰化市南郭國民小學」。鄰近彰基醫院、秀傳醫院，為彰化市區大校，新生採取「總量管制」。2017年與彰化文化局簽約獲得古建築南郭郡守官舍群中兩棟建物兩年營運權。

## 歷任校長
以下資料來自《彰化市志》與南郭國小百年校慶特刊：

### 日治時期
| 任次  | 姓名       |
| ----- | ---------- |
| 第1任 | 星萬壽雄   |
| 第2任 | 野久尾德內 |
| 第3任 | 飯田真名豬 |
| 第4任 | 倉岡戶一   |
| 第5任 | 山崎睦雄   |
| 第6任 | 高津敬次   |
| 第7任 | 松元勇助   |
| 第8任 | 豬股清四郎 |

### 戰後

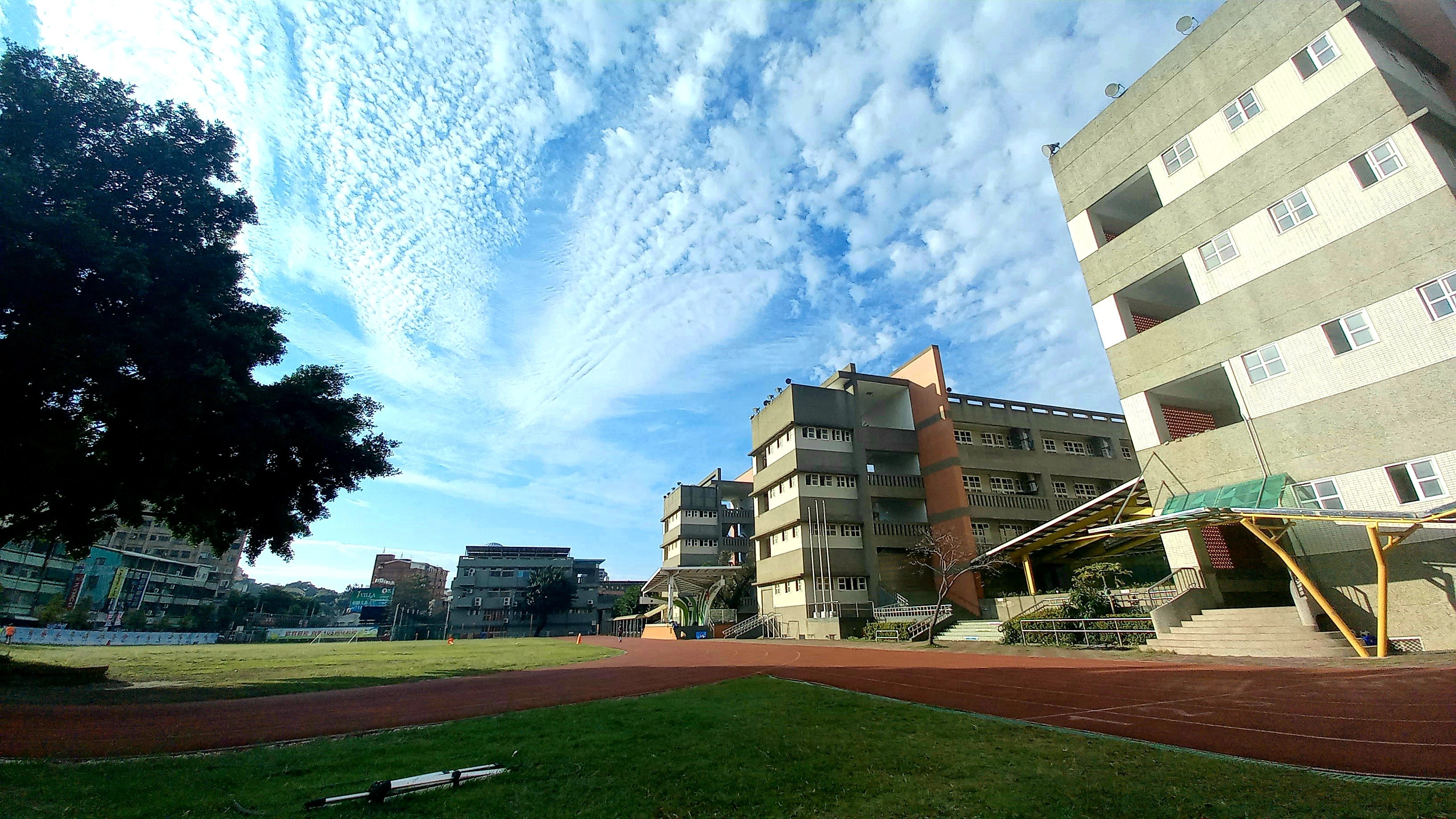
彰化市南郭國小操場

| 屆次     | 姓名   | 任期                |
| -------- | ------ | ------------------- |
| 第1任    | 林水榮 | 1945年8月-1954年8月 |
| 第2任    | 魏萬松 | 1954年9月-1962年1月 |
| 第3任    | 林水榮 | 1962年2月-1968年4月 |
| 第4任    | 邱再興 | 1968年5月-1974年8月 |
| 第5任    | 白茂榮 | 1974年9月-1980年3月 |
| 第6任    | 陳讚成 | 1980年4月-1990年8月 |
| 第7任    | 吳慶利 | 1990年8月-1993年2月 |
| 第8任    | 楊秋雄 | 1993年2月-2002年8月 |
| 第9任    | 顏士程 | 2002年8月-2010年7月 |
| 第10任   | 陳建東 | 2010年8月-2015年7月 |
| 第11任   | 馮幼中 | 2015年8月-2021年1月 |
| 代理校長 | 陳曼菁 | 2021年2月-2021年7月 |
| 第12任   | 王春堎 | 2021年8月～         |

## 外部連結
- 彰化縣彰化市南郭國民小學
- 愛學網-百年小學 （页面存档备份，存于）